# Suchá (Skalná)
Suchá (německy Dürr) je zaniklá vesnice na území obce Skalná v okrese Cheb v Karlovarském kraji. Suchá se nacházela asi 2,5 km východně od Skalné.
Suchá (Suchá u Skalné) je také název katastrálního území o rozloze 1,18 km².

## Historie
První písemná zmínka o vesnici pochází z roku 1392, kdy v knize daní byly zmíněny jména čtyř zde žijících sedláků. Ve 14. století patřila vesnice k panství ve Starém Rybníce. Když byla Suchá v roce 1452 vypálena českým vojskem, stávaly zde čtyři selské statky. Suchá byla zemědělskou vsí a trh v blízké Skalné zajišťoval stálý odbyt. Po zavedení obecního zřízení se stala v roce 1850 osadou obce Nová Ves. 
Po druhé světové válce postihl vesnici odsun německého obyvatelstva a došlo k částečnému dosídlení. V Suché bylo hlášeno pět volných statků k osídlení. Ještě v roce 1956 žilo ve vesnici 16 obyvatel. V roce 1960 musela být větší část obecních pozemků předána kaolinovým závodům ve Skalné a z vesnice se postupně stávala část těžební jámy. Od roku 1960 až do zániku se stala osadou obce Skalná. Když byla Suchá v roce 1973 úředně zrušena, zbyly z původní zástavby dvě hospodářské budovy a jeden obytný dům.
Po dotěžení zásob se řeší obnova cestní sítě i ve vazbě na sanaci a rekultivaci vytěžených lomů Suchá, včetně bažantnice jako plochy zemědělské výroby.

## Obyvatelstvo
Při sčítání lidu v roce 1921 zde žilo 35 obyvatel, všichni německé národnosti, kteří se hlásili k římskokatolické církvi.
| Rok            | 1869 | 1880 | 1890 | 1900 | 1910 | 1921 | 1930 | 1950 | 1961 | 1970 | 1980 | 1991 | 2001 | 2011 |
| -------------- | ---- | ---- | ---- | ---- | ---- | ---- | ---- | ---- | ---- | ---- | ---- | ---- | ---- | ---- |
| Počet obyvatel | 55   | 56   | 51   | 38   | 54   | 35   | 37   | 34   | 9    | –    | –    | –    | –    | –    |
| Počet domů     | 8    | 7    | 7    | 7    | 7    | 7    | 7    | 6    | –    | –    | –    | –    | –    | –    |